# (16355) Buber
Pour les articles homonymes, voir Buber.
(16355) Buber est un astéroïde de la ceinture principale.

## Description
(16355) Buber est un astéroïde de la ceinture principale. Il fut découvert le 29 octobre 1975 à Tautenburg par Freimut Börngen. Il présente une orbite caractérisée par un demi-grand axe de 2,59 UA, une excentricité de 0,17 et une inclinaison de 14,4° par rapport à l'écliptique.
Il est nommé d'après le philosophe israélien Martin Buber.

## Compléments